# Beemer (Nebraska)
Beemer je selo u američkoj saveznoj državi Nebraska. Prema popisu stanovništva iz 2010. u njemu je živjelo 678 stanovnika.